# Kapitan Ron
Kapitan Ron (ang. Captain Ron) – amerykańska komedia przygodowa z 1992 roku w reżyserii Thoma Eberhardta. Wyprodukowany przez Touchstone Pictures. 

## Opis fabuły
Chicagowski biznesmen Martin Harvey (Martin Short) dziedziczy jacht. Wraz z rodziną udaje się po niego na Karaiby. Okazuje się, że jest to stara łajba. Martin wynajmuje kapitana Rona (Kurt Russell), by pokierował powrotną drogą. Podróż z nim okazuje się przygodą pełną przeciwności losu.

## Obsada
- Kurt Russell jako kapitan Ron Rico
- Martin Short jako Martin Harvey
- Mary Kay Place jako Katherine Harvey
- Benjamin Salisbury jako Benjamin Harvey
- Meadow Sisto jako Caroline Harvey
- Sunshine Logroño jako generał Armando (jako Emannuel Logrono)
- Tanya Soler jako Angeline
- Raúl Estela jako Roscoe
- Jainardo Batista jako Mamba
- Dan Butler jako Bill Zachery
- Tom McGowan jako Bill
- Roselyn Sanchez jako Clarise
- Paul Anka jako Donaldson

i inni